# 粛聖!! ロリ神レクイエム☆
「粛聖!! ロリ神レクイエム☆」（しゅくせい ロリがみレクイエム）は、日本のイラストレーター・バーチャルYouTuberであるしぐれういの楽曲。作詞はまろん（IOSYS）、作曲・編曲はD.watt（IOSYS）。

## 制作
東方Projectのアレンジ楽曲やバーチャルYouTuberの楽曲を数多く手掛けるイオシスのスタッフによって作詞・作曲され、ミュージック・ビデオの映像は元VTuberの鬼灯わらべが制作した。楽曲に挿入されているナレーションは犬山たまきが担当している。
制作段階では、タイトルは「粛聖☆ブタバコミュニケーション!!」だった。

## リリース
「粛聖!! ロリ神レクイエム☆」は、2022年5月25日に発売されたアルバム『まだ雨はやまない』の収録曲としてリリースされ、2022年5月28日にヒューリックホール東京で開催されたイベント「うい・おん・すてーじ -雨上がりの文化祭-」で披露された。
2023年9月10日に本作のミュージック・ビデオがYouTubeにて公開された。

## 音楽性
本楽曲はアッパーな前半、カオスな中盤、ダークな後半という構成となっており、大きく2種類に分かれている。前半はポップソングに近い音色となっており、中盤では低音も用いたダブステップなものに様変わりし、ある部分ではしぐれういが「ういビーム」を放ち、これまでのリズムが完全に無視される。その後、ダウナーな後半へと移っていく。
歌詞は、しぐれうい自身の配信に稀に登場するキャラクター「9歳のしぐれうい」が、"獄中へ捕らわれたロリコン達に罵倒を浴びせながら救済へと導く"という内容で、小児性愛が社会的には認められていない、ひいてはぺドフィリアであることだけで既に犯罪、という偏見が世間一般にあることを主なテーマとしたいわゆる電波ソングである。最後には「ほんっとーに、きもちわるい」と素の一言が流れ、楽曲が終了する。

## 反応
本作は広範な人気を獲得し、Spotifyの国内バイラルチャートにおいて、2023年9月18日付で1位となり、2023年09月22日-2023年09月28日付の週間YouTubeチャートでは5位にランクインした。
ミュージック・ビデオの再生数は公開から18日間で1000万回を突破した。これは宝鐘マリンの「美少女無罪♡パイレーツ」の39日間という記録を大きく上回り、星街すいせいの「ビビデバ」が記録を16日間に短縮するまで、バーチャルYouTuberのオリジナル楽曲史上最速での達成であった。2024年6月18日に約9ヶ月と8日でバーチャルYouTuberのオリジナル楽曲で史上初となる1億回再生を達成した。
様々なTikTokerやYouTuberがミュージック・ビデオのダンスを真似た動画を投稿し、「粛清ロリ神レクイエム」のハッシュタグが付いた動画はTikTokで1600万回以上再生された。

### 評価
KAI-YOUのキタガワは、歌詞について「アウトとセーフのギリギリを攻めている」と述べ、「強烈で求心力がある」と評した。また、しぐれういの歌声が楽曲の起承転結を明確に表していると述べ、地声に戻る最後も含めて「ボーカル面の魅力も見逃せない」と称賛した。THE MAGAZINEのサイトウマサヒロは、キュートなダンスが若年層のTikTokユーザーから好評を博した一方で、「インターネット老人会」と称されるような、ニコニコ動画の流行時期や、それより昔からインターネットを利用していた年代が懐かしく思うような要素がミュージック・ビデオに込められていることも、幅広い年代から支持される要因になったと分析した。
一方、本楽曲は小児性愛をテーマとした（むろん小児性愛を肯定しているわけではない）コミックソングであるため、その背景を知らずにTikTokでダンス動画をアップした元うたのおにいさんの横山だいすけが主に子供を相手に活動している歌手として、本楽曲の持つイメージ及びメッセージ性は好ましくないとの批判を受けて謝罪、TikTokアカウントを削除したり、本楽曲のミュージック・ビデオに描かれている防犯ブザーのモチーフとほぼ同じ製品を販売するアーテックがX・YouTube・Tiktokで好意的な反応や動画を投稿したことに対する批判を受け謝罪、TikTokアカウントを削除する事態となった。秒刊SUNDAYの東中野ミツルは、これらの動きについて、削除までするほどのことなのかと疑問を呈した。

### 日本国外
同曲のミュージック・ビデオ自体も日本国外で認知度を高めているが、メンフィス・カルトの楽曲「9mm」のリズムに合わせて踊るように編集された9歳のしぐれういの二次創作動画も、「9mm」のリズムにぴったり合っているとして、日本国外でインターネット・ミームとなった。BMWモトラッドとロータス・カーズは、公式SNSアカウントで、同曲のミュージック・ビデオに収録されている踊る9歳のしぐれういのアニメーションと「9mm」、そして自社製品を組み合わせた動画を投稿。「粛聖!! ロリ神レクイエム☆」の制作動機は、海外が予想していたものとは違っており、「粛聖!! ロリ神レクイエム☆」は内輪ネタから生まれたもので、日本国外では「ファンしか知らない内輪ネタ満載の曲」と一応説明されている。

## チャート
| 週間チャート成績（2023年）                       | 最高順位 |
| ------------------------------------------------ | -------- |
| Billboard JAPAN - Download Songs                 | 18       |
| Billboard JAPAN - Global Japan Songs Excl. Japan | 19       |
| Billboard JAPAN - Hot 100                        | 25       |
| Billboard JAPAN - Heatseekers Songs              | 1        |
| Billboard JAPAN - Japan Songs (South Korea)      | 9        |
| Billboard JAPAN - Top User Generated Songs       | 1        |
| オリコン - 週間デジタルシングル（単曲）          | 35       |
| オリコン - 週間ストリーミングランキング          | 38       |
| TBSの『COUNT DOWN TV』 - 今週のTOP100            | 27       |

## カバー
- 筆島しぐれ（吉岡麻耶） - 音楽ゲーム「ワールドダイスター 夢のステラリウム」に収録（2024年6月29日追加）。